# Charkovská protiofenzíva (2022)
Charkovská protiofenzíva (2022) byla vojenským střetnutím mezi útočícími ukrajinskými ozbrojenými silami a ruskou armádou během ruské invaze na Ukrajinu. Ukrajinci na konci srpna 2022 zahájili profiofenzívu na jižní frontě s cílem osvobodit Cherson, o zhruba týden později však zároveň přešli do překvapivého útoku i v Charkovské oblasti na severovýchodě země.
Ukrajinci rychle prolomili slabě bráněné ruské linie a během několika týdnů osvobodili zhruba 500 osad a obcí a zhruba 12 tisíc km2. Díky obsazení důležitých dopravních uzlů Kupjansk a Izjum navíc Ukrajina výrazně zkomplikovala ruskou logistiku na východní frontě.

## Pozadí
Na počátku ruské invaze na Ukrajinu se ruským jednotkám podařilo bez velkého odporu obsadit větší část Charkovské oblasti včetně měst Kupjansk, Ševčenkove a Balaklija. Ukrajinské velení soustředilo své síly na severovýchodě země v bitvě o Izjum a zejména o klíčový Charkov.
Strategicky důležité město Izjum se podařilo Rusům na přelomu března a dubna 2022 dobýt, což na ukrajinské straně vedlo nejen k hrozbě hlubokého ruského průlomu, ale i obklíčení ukrajinských obránců u Severodoněcku, zejména po ruském postupu u Popasné v květnu.
Naopak severněji položený Charkov se Rusům navzdory tlaku elitní 1. gardové tankové armády ani za cenu těžkých ztrát obsadit nepodařilo. Po ruském ústupu od Kyjeva se navíc Ukrajincům podařilo protiútoky postoupit místy až o 40 kilometrů a část Charkovské oblasti do poloviny května osvobodit. Následně se ruská pozornost obrátila na obsazení Donbasu.

## Předehra
Zatímco od konce srpna 2022 Ukrajinci útočili na jižní frontě do připravené obrany, zároveň plánovali útok proti slabě vyzbrojeným ruským silám v Charkovské oblasti. Ukrajinci využívali informačních operací s cílem posílit přesvědčení ruského velení, že hlavní úder přijde na jižní frontě s cílem osvobození Chersonu, kam Rusové z Donbasu přesunuli tisíce vojáků s těžkou technikou. Ruské zdroje přitom již několik týdnů před útokem upozorňovaly na přeskupování ukrajinských jednotek na východě. Dle zjištění agentury Reuters měli Rusové z odposlechnuté komunikace zprávy o chystaném útoku dokonce již měsíc a půl dopředu a velitelé žádali o posily, řada jednotek přesto těsně před útokem trpěla výrazným podstavem a katastrofálním nedostatkem těžké techniky.
První náznak ukrajinské aktivity v oblasti přineslo mezi 3. a 4. zářím obsazení obce Ozerne na Rusy ovládaném břehu řeky Severní Doněc.

## Protiofenzíva

### Průlom (6.–12. září)
Dne 6. září ukrajinská armáda zahájili ofenzivní operace ve směru na Balakliju. Ukrajinský útok byl pro ruské obránce, tvořené zejména Národní gardou a mobilizovanými vojáky samozvané Doněcké a Luhanské lidové republiky, natolik agresivní, že se obrana prakticky okamžitě zhroutila a ústup probíhal chaoticky. Na obraně se přitom podílela i ruská 1. gardová tanková armáda, která však byla předchozími boji po zahájení invaze výrazně oslabena. Během dvou dnů bylo ukrajinskou armádou osvobozeno zhruba 400 km2.
Rusové do oblasti vyslali zálohy, které měly stabilizovat situaci, ovšem 8. září byla osvobozena Balaklija nebo Ševčenkove, o dva dny později Izjum a Kupjansk. Do 12. září ukrajinské síly posunuly frontovou linii až k řece Oskol a vyčistily od Rusů Dvoričnou, Veliky Burluk nebo Svjatohirsk. Po týdnu bojů tak byla osvobozena celá Charkovská oblast, čímž ukrajinská armáda dle řady médií a analytiků dosáhla nad Rusy zdrcujícího vítězství. Dle ukrajinského prezidenta Zelenského bylo osvobozeno 6 tisíc km2.
Rusové navíc za pouhý týden bojů ztratili stovky kusů vojenské techniky, z čehož velká část nepoškozena padla do rukou Ukrajincům.

### Druhá fáze (13. září – 2. října)
Rusové se po ústupu snažili zkonsolidovat své pozice na východním břehu řeky Oskol, ovšem Ukrajinci si dokázali již v půlce září vytvořit několik předmostí zejména u měst Borova a Kupjansk. 19. září ukrajinská armáda osvobodila Bilohorivku, čímž symbolicky ukončila dva měsíce trvající ruskou nadvládu na celou Luhanskou oblastí. V následujících dnech padla i řada dalších menších sídel v ose útoku, z nichž nejvýznamnější byl Kupjansk-Vuzlovyj. Ukrajincům se během bojů podařilo poprvé ukořistit nejmodernější ruský tank na bojišti T-90M.
Nejdůležitějším cílem druhé fáze ukrajinské protiofenzívy se stalo město Lyman vzdálené pouze zhruba 20 km severovýchodně od Slovjansku. Útočící vojska se tlačila z jihu od obce Staryj Karavan a od severozápadu od Novoselivky. Na konci září ruské zdroje hlásily akutní hrozbu obklíčení ruských jednotek v Lymanu.
Ukrajinci 29. září prolomili ruskou obranu u obce Stavky, o den později obsadili Drobyševe a Jampil a odřízli ústupové cesty z Lymanu. Dle ukrajinských zdrojů mělo být v kotli uvězněno až 5 500 ruských vojáků (číslo se následně ukázalo jako výrazně nadhodnocené), kteří se obranou města mohli pokoušet získat čas ke konsolidaci ruské obrany dále na východ. Město bylo 1. října osvobozeno ukrajinskou armádou. 2. října Ukrajinci dobyli Borovu a zlikvidovali poslední ohniska odporu u Lymanu.

### Boje o silnici Svatove–Kreminna
Ukrajinci se i nadále snažili držet iniciativu a postupovat směrem na Svatove a Kreminnu k silnici P-66. 5. října sice obsadili obce Hrekivka a Makijivka, ovšem tempo postupu se výrazně zpomalilo. Ve druhé polovině října se Ukrajinci opět pokusili zaútočit na Svatove, do 24. října obsadili obce Karmazynivka, Mjasožarivka a Novosadove, ovšem jejich postup Rusové i díky zhoršujícímu se počasí a přísunu posil dokázali zpomalit a před strategicky významnými městy zcela zastavit.

## Následky
Ukrajinská protiofenzíva skončila jednoznačným ukrajinským vítězstvím. Pro Rusko byla porážka kromě ztráty tisíců km2 území a stovek kusů techniky o to horší, že se zčásti jednalo o území, která ruský prezident Vladimir Putin bez uznání mezinárodního společenství dne anektoval a formálně připojil k Rusku.
Neúspěchy ruské armády vedly již v průběhu bojů k vyhlášení částečné mobilizace v Rusku, během níž mělo být povoláno zhruba 300 tisíc mužů. Mnozí z čerstvě mobilizovaných vojků přitom byli na frontu vysláni bez dostatečného výcviku a vybavení a s nízkou morálkou, kvůli čemuž Rusko utrpělo vysoké ztráty.
Frontová linie po zastavení ukrajinského útoku vydržela bez velkých změn až do ukrajinské protiofenzívy v létě 2023, kdy se podařilo ruské armádě shromáždit v oblasti rozsáhlé síly a postoupit směrem na Kupjansk.